# EU-Gipfel Juni 2012
Am 28. und 29. Juni 2012 fand in Brüssel, Belgien, ein EU-Gipfel statt. Den Vorsitz hatte der Belgier Herman Van Rompuy, Präsident des Europäischen Rates.

## Themen
Zentrale Themen des Treffens waren Verhandlungen über ein Wachstumspaket in Höhe von 120 Mrd. und die Schaffung einer Bankenunion.
Der italienische Ministerpräsident Mario Monti und sein spanischer Amtskollege Mariano Rajoy hatten für ihre wirtschaftlich angeschlagenen Länder mehr Zugeständnisse durchgesetzt als erwartet worden war. Die beiden Länder hatten das Gipfeltreffen durch die Blockade des 120 Mrd. Euro schweren Wachstumspakets erzwungen, um so einen schnelleren Zugang zu Hilfen zu erreichen. Nach langen Verhandlungen hatten sich die Staats- und Regierungschefs auf einen erleichterten Zugang zum Euro-Rettungsfonds ESM geeinigt.
Der luxemburgische Ministerpräsident und Euro-Gruppen-Chef Jean-Claude Juncker teilte schließlich mit, Italien und Spanien hätten ihre Blockade gegen den Wachstumspakt aufgegeben.
Künftig sollten neben direkten Bankenhilfen auch der Aufkauf von Staatsanleihen reformwilliger Mitgliedsländer möglich sein. Man sprach sich für einen wirksamen und einheitlicher Aufsichtsmechanismus unter Einbeziehung der Europäischen Zentralbank (EZB) aus. Weiterhin sollte der Europäische Stabilitätsmechanismus (ESM) angeschlagene Banken direkt mit Finanzspritzen versorgen können. Die Auflagen für den ESM und den früheren Rettungsfonds EFSF sollten erleichtert werden, um Staatsanleihen von Euroländern kaufen zu können, die trotz Erfüllung der EU-Haushaltsvorgaben hohe Zinsen zahlen müssen.
Länder, die den Brüsseler Spar- und Reformverpflichtungen nachgekommen waren, erhielten einen erleichterten Zugang zu den Rettungsschirmen, der nicht mit zusätzlichen Auflagen, sondern nur mit einer Fristsetzung verbunden war. Besonders auf deutscher Seite wurde darauf geachtet, dass die Hilfen nach den bestehenden Regeln aus EFSF und ESM kamen und nicht aus neuen Maßnahmen.
Banken sollten künftig direkt aus dem Rettungsfonds ESM rekapitalisiert werden können. So sollten Notkredite, welche die Staatsverschuldung der Eurostaaten weiter erhöht hätten, vorgebeugt und Zinsen auf Staatsanleihen gesenkt werden. Die Finanzhilfe sollte an „angemessene Bedingungen“ geknüpft werden. Eine effiziente Aufsicht auf europäischer Ebene war erklärte Voraussetzung für die direkte Bankenhilfe durch den ESM. Die EU-Kommission wurde von den Gipfelteilnehmern damit beauftragt, einen Vorschlag für einen entsprechenden Mechanismus unter Einbeziehung der Europäischen Zentralbank (EZB) zu erarbeiten. Das bereits zugesagte Rettungsprogramm für die spanischen Banken sollte so schnell wie möglich beschlossen werden. Anders als vorgesehen, sollten die Kredite der Euro-Partner keinen Vorrang vor Krediten der Privatgläubiger haben, wenn das Geld aus dem ESM kam. Auf diesem Weg sollten private Investoren gewinnen, den betroffenen Ländern Geld zu leihen.
Neben Plänen für eine Bankenunion wurde die Idee einer Fiskalunion und einer politischen Union diskutiert. Allerdings blieben die Gipfelteilnehmer in diesem Punkt unschlüssig. Über konkrete Inhalte sollte erst auf einem weiteren Gipfel im Oktober gesprochen werden. Der EU-Rat erklärte, man wolle bis Ende des Jahres einen endgültigen Beschluss fassen.
Nach Abschluss der Verhandlungen äußerten sich die Gipfelteilnehmer positiv. Die deutsche Bundeskanzlerin Angela Merkel erklärte, man sei der „Philosophie treu geblieben, dass es keine Leistung ohne Gegenleistung gibt“. Monti sprach von einer „sehr wichtigen Abmachung für die Zukunft der EU und der Eurozone“ und der französische Präsident François Hollande betonte: „Wir haben uns gemeinsam bewegt. Die beste Art, die anderen zu bewegen, besteht darin, sich selbst zu bewegen.“